# Kanton Ceor-Ségala
 Ceor-Ségala  is een kanton van het Franse departement Aveyron. Het kanton maakt deel uit van het arrondissement Villefranche-de-Rouergue. In 2021 telde het 13.991 inwoners.

Het kanton werd gevormd ingevolge het decreet van 21 februari 2014 , met uitwerking op 22 maart 2015, met Baraqueville als hoofdplaats.

## Gemeenten
Het kanton omvat volgende gemeenten:
- Baraqueville
- Boussac
- Cabanès
- Camboulazet
- Camjac
- Castanet
- Centrès
- Colombiès
- Gramond
- Manhac
- Meljac
- Moyrazès
- Naucelle
- Pradinas
- Quins
- Saint-Just-sur-Viaur
- Sauveterre-de-Rouergue
- Tauriac-de-Naucelle